# Lee O’Connor
Lee Patrick O’Connor (* 28. Juli 2000 in Waterford) ist ein irischer Fußballspieler, der bei den Tranmere Rovers unter Vertrag steht.

## Karriere

### Verein
Lee O’Connor begann seine Karriere als Kind beim lokalen Villa FC in seiner Geburtsstadt Waterford. Als Fünfzehnjähriger wechselte er 2016 in die Jugendakademie von Manchester United. Am 6. August 2019 kam O’Connor zu einem Einsatz in der U21 von Manchester United in der EFL Trophy gegen Rotherham United. Nach drei Jahren lief sein Vertrag aus, und O’Connor wechselte zu Celtic Glasgow. Nach einem halben Jugendjahr bei Celtic, wurde er innerhalb von Glasgow ab Januar 2020 an den schottischen Zweitligisten Partick Thistle verliehen. Für den Verein bestritt er vier Ligaspiele. Ab August 2020 wurde O’Connor für die gesamte Saison 2020/21 an den englischen Viertligisten, den Tranmere Rovers verliehen. In England kam er regelmäßig zum Einsatz und kam insgesamt auf 33 Ligaspiele, davon fünfmal als Einwechselspieler. Die Rovers scheiterten in den Aufstiegs-Play-off- am FC Morecambe. Im August 2021 wurde Leihe mit den Rovers verlängert.

### Nationalmannschaft
Lee O’Connor debütierte im Jahr 2015 in der Irischen U-17-Nationalmannschaft gegen Finnland. Bei seinem Debüt gab er die Torvorlage für den 1:0-Siegtreffer von Jayson Molumby. Im Jahr 2017 nahm er mit der Mannschaft an der Europameisterschaft in Kroatien teil. Nach dem Turnier stieg O’Connor in die U19 auf, mit der er das Halbfinale der Europameisterschaft 2019 in Armenien erreichte. Ab dem Jahr 2019 spielte der Abwehrspieler in der U21. Im selben Jahr debütierte er in der A-Nationalmannschaft gegen Neuseeland in Dublin.